# Kemirirejo
Kemirirejo is een bestuurslaag in het regentschap Magelang van de provincie Midden-Java, Indonesië. Kemirirejo telt 5190 inwoners (volkstelling 2010).